# Republika Hawajów
Republika Hawajów – państwo położone w archipelagu Hawaje na Oceanie Spokojnym, istniejące od 4 lipca 1894 do 12 sierpnia 1898. Po obaleniu królowej rząd wprowadził stan wojenny co oznacza, że posiadał władzę absolutną.

## Historia
W styczniu 1893 roku królowa Hawajów Liliʻuokalani abdykowała na rzecz rządu amerykańskiego, lecz po jej abdykacji ogłoszono władzę samozwańczego rządu tymczasowego Hawajów, którego prezesem był Sanford Dole. 
Republika została oficjalnie proklamowana 4 lipca 1894 roku. Tego samego dnia premier Sanford Dole został mianowany prezydentem Republiki Hawajów i pełnił tę funkcję aż do roku 1900, gdy został gubernatorem Hawajów. 
Po proklamowaniu republiki, Hawajczycy utworzyli podziemny ruch oporu i powstała grupa zwana rojalistami. Jej celem było obalenie republiki i przywrócenie tronu królowej Liliʻuokalani. W 1895 roku rojaliści zaatakowali rząd tymczasowy, lecz zostali pokonani, a ci, którzy przeżyli, zostali aresztowani. U królowej znaleziono broń, w związku z tym także została aresztowana. Przetrzymywano ją jako więźnia w małym pokoju w pałacu ʻIolani, a następnie odesłano do domu, gdzie wiele miesięcy spędziła w areszcie domowym.
Republika przetrwała tylko 4 lata. 7 lipca 1898 roku Stany Zjednoczone zajęły kraj, a 12 sierpnia ogłosiły oficjalnie jego aneksję. Mimo to Sanford Dole pozostał prezydentem jeszcze przez dwa lata, gdy w 1900 roku został gubernatorem Hawajów w ramach Stanów Zjednoczonych.

### Gospodarka
Wysoko rozwinięte rolnictwo, szczególnie uprawa ananasów, kawy, kwiatów, bananów, trzciny cukrowej i warzyw, hodowla bydła i rybołówstwo, przemysł cukrowniczy.

### Podział administracyjny
Administracyjnie państwo hawajskie dzieliło się na prowincje:
1. Kauaʻi
2. Oʻahu
3. Maui
4. Hawaiʻi
5. Palmyra (?)

### Legalność
Królowa Liliʻuokalani abdykowała pod warunkiem, że władzę nad jej królestwem przejmie rząd amerykański. Tymczasowy rząd Hawajów zignorował to i proklamował 4 lipca 1894 (nielegalną) Republikę Hawajów. 
Stany Zjednoczone w 1898 zajęły i anektowały ten kraj. Było to zgodne z prawem nadanym, chociaż wymuszonym, rządowi amerykańskiemu przez ostatnią królową Hawajów.